# Sioned Harries
Pour les articles homonymes, voir Harries.
Pas d'image ? Cliquez ici

a Compétitions nationales et continentales officielles uniquement.

b Matchs officiels uniquement.
Sioned Harries, née le 22 novembre 1989 à Aberystwyth (pays de Galles), est une joueuse internationale galloise de rugby à XV et à sept évoluant au poste de troisième ligne centre.

## Biographie
Sioned Harries naît le 22 novembre 1989 à Aberystwyth au pays de Galles.
Elle fait ses débuts en équipe du pays de Galles contre l’Australie lors de la Coupe du monde 2010.
En 2022, elle joue en club avec les Worcester Warriors (en). Elle compte 65 sélections en équipe nationale quand elle est retenue en septembre pour disputer la Coupe du monde en Nouvelle-Zélande.
À l'automne suivant, elle fait partie des trente joueuses qui partent dans cette même île participer au WXV 2023. Elle y dispute son dernier match international contre l’Australie, le pays face auquel elle fait ses débuts quatorze ans plus tôt. Dans le même temps, les Worcester Warriors sont mis sous administration judiciaire et elle se retrouve sans club.
Elle joue le Celtic Challenge avec la franchise du Brython Thunder. Le 29 février 2024, elle annonce sa retraite sportive à l'âge de 34 ans. Elle joue son dernier match à Llanelli, en conclusion du Celtic Challenge.
Elle est toujours restée pluriactive, conciliant le rugby avec son poste d'enseignante d'éducation physique au collège Ysgol Gymraeg Bro Dur à Swansea, où elle entraine également.